# Recensement de la Roumanie de 2011

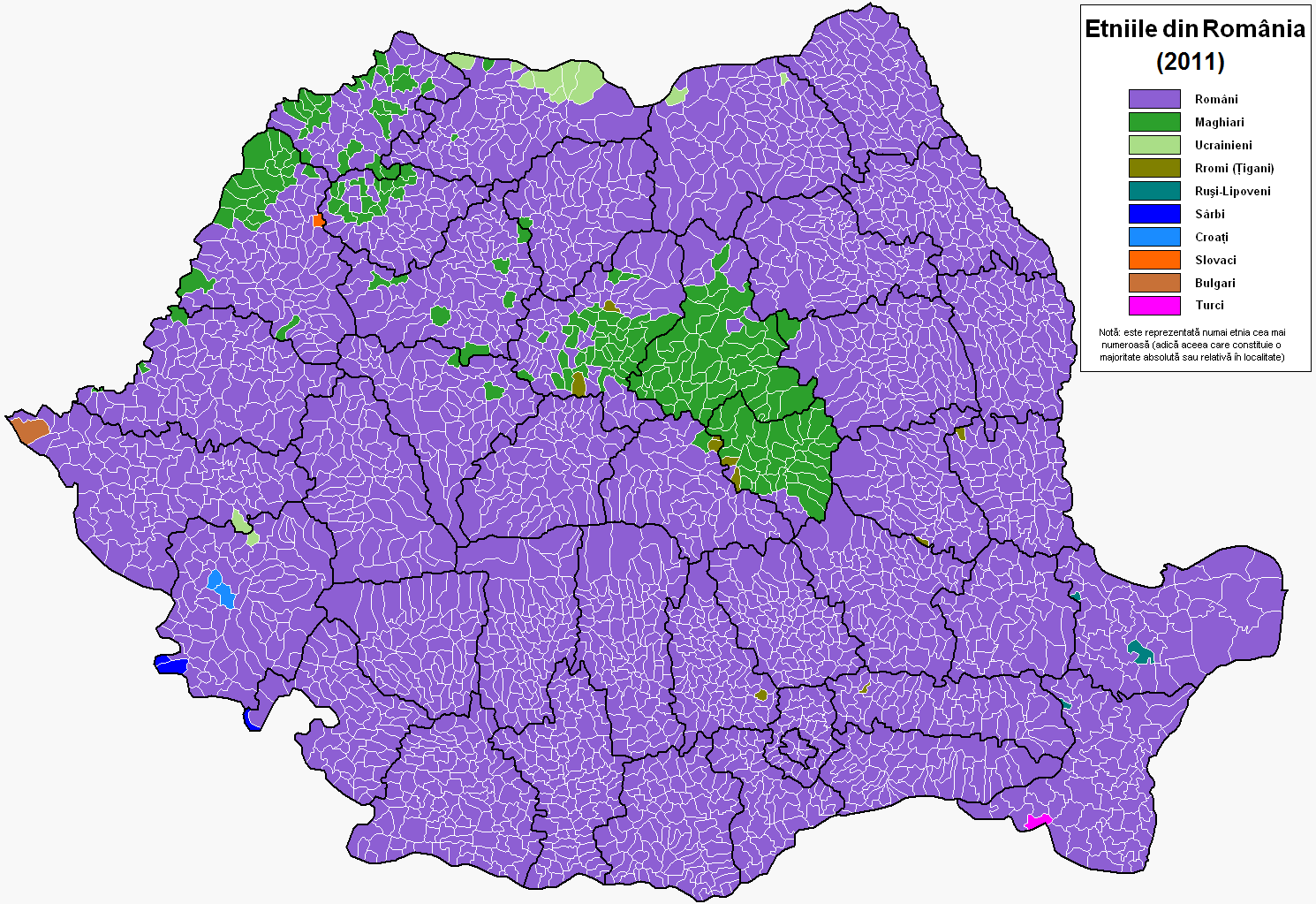
Ethnie majoritaire par commune en 2011.

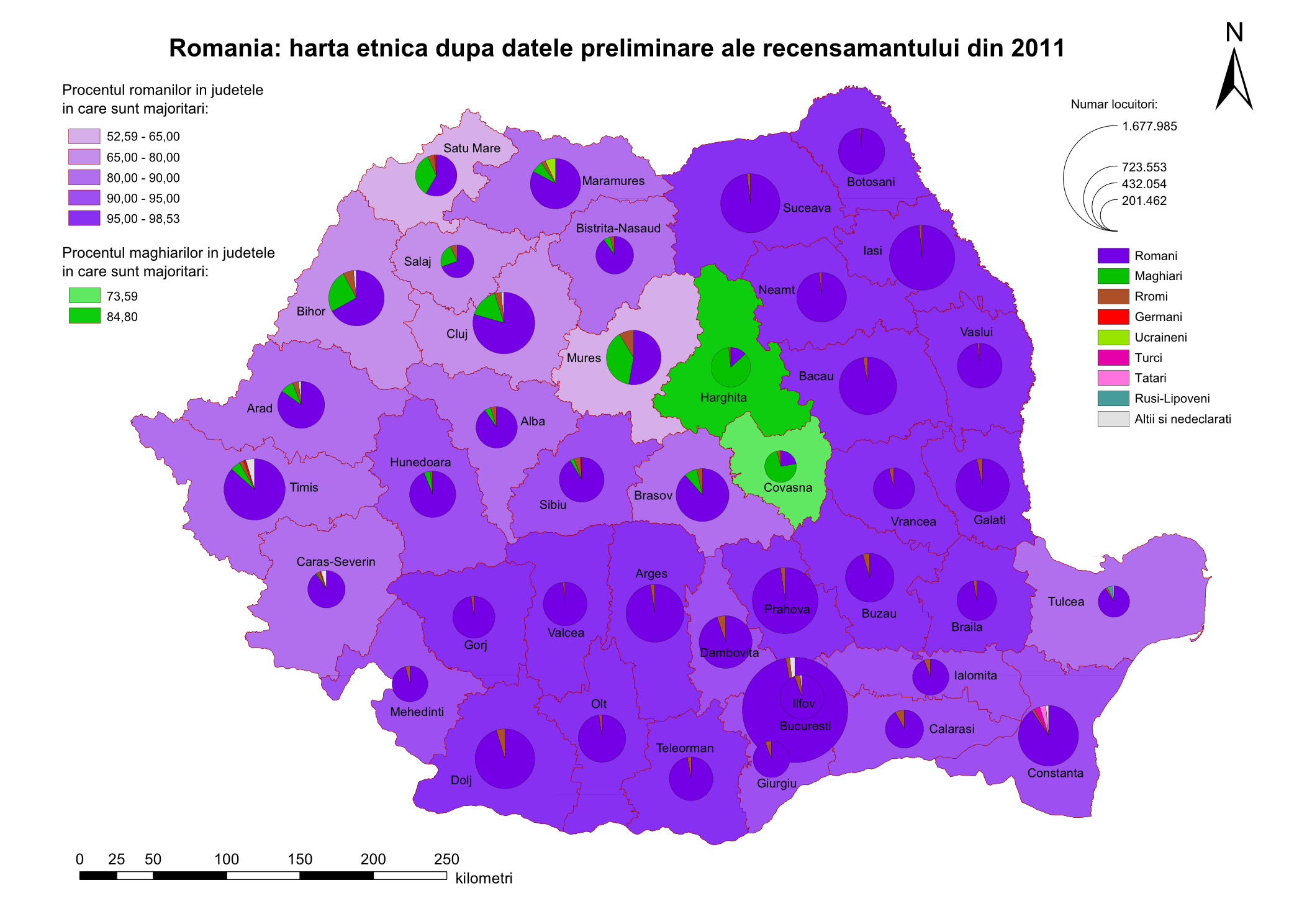
Ethnie majoritaire par județ en 2001.

Le recensement de la population de 2011 en Roumanie est réalisée par l'Institut National de la Statistique dans la période du 20 au 31 octobre, et fait suite au recensement de 2002. Initialement prévu pour la période du 12 au 21 mars 2011, il est reporté pour des raisons budgétaires.
Il s'agit du troisième recensement depuis la chute du régime communiste, après ceux de 1992 et de 2002. Les premiers résultats sont présentés en janvier 2012 par l'Institut national de statistiques de Roumanie.

## Répartition ethnique
Selon le recensement, la composition ethnique de la Roumanie en 2011 est la suivante :
- Roumanophones : 16 792 868 : 88,9 % (dont les Aroumains)
- Hongrois : 1 227 623 : 6,5 % (dont les Sicules)
- Roms : 621 573 : 3,3 % (de langue rromanès)
- Ukrainiens : 50 920 : 0,3 % (dont les Ruthènes et Houtsoules)
- Allemands : 36 042 : 0,2 % (dont les Saxons de Transylvanie)
- Russes : 23 487 : 0,1 % (dont les Lipovènes)
- Turcs : 27 698 : 0,1 %
- Tatars : 20 282 : 0,1 %
- Serbes : 18 076 : 0,1 %
- Slovaques : 13 654 : 0,1 %
- Bulgares : 7 336 :
- Croates : 5 408 : (dont les Carashovènes)
- Grecs : 3 668 :
- Juifs : 3 271
- Autres : 32 925 : 0,2 %
- Pas d'ethnicité déclarée : 1 236 810 : 6,1 %